# Jeff Kinney

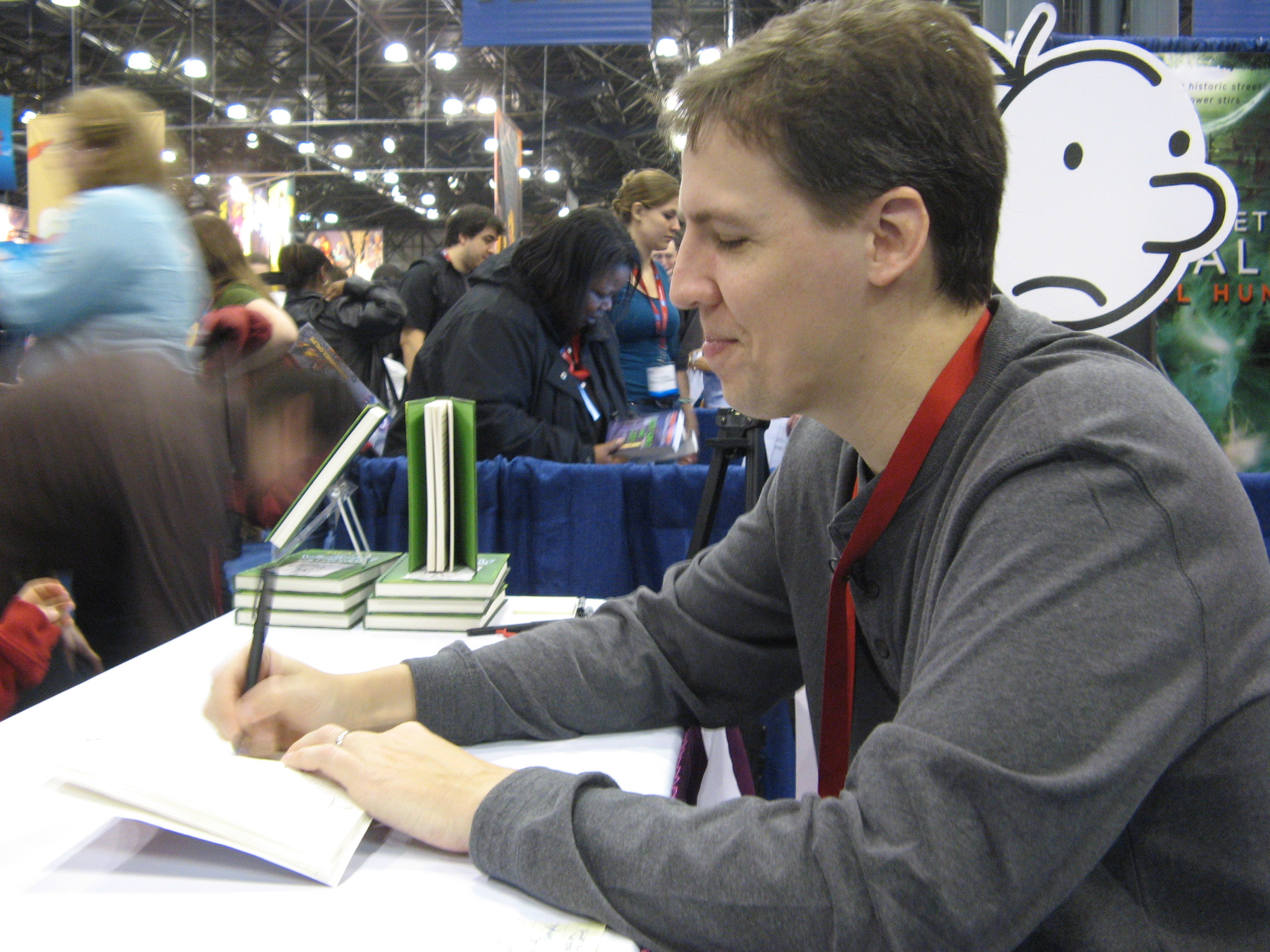
Jeff Kinney 2009-ben New Yorkban az Egy ropi naplója című kötetét dedikálja

Jeffrey Patrick „Jeff” Kinney (Fort Washington, Maryland, 1971. február 19. –) amerikai karikaturista, producer, játéktervező, színész, filmrendező és író. Ő a szerzője az Egy ropi naplója (Diary of a Wimpy Kid) könyvsorozatnak. A Poptropica nevű gyermek-weboldal kitalálója, fejlesztője.

## Életrajza

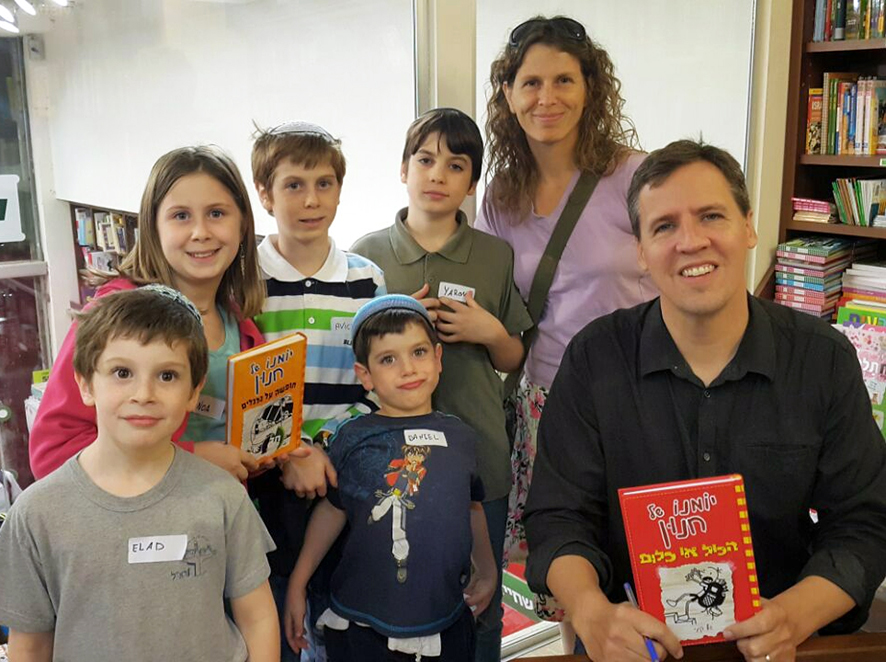
A szerző és rajongói Jeruzsálemben 2016 novemberében

1971. február 19-én született Fort Washingtonban, Maryland államban. A Bishop McNamara Középiskolába járt Forestville-ben. A Maryland College Park Egyetemen végzett. Diákévei alatt Igdoof címmel képregényt rajzolt, amely az egyetem újságjában, a Diamondbackben is megjelent.
Jelenleg a feleségével, Julie Kinneyvel és két gyermekükkel Plainville-ben (Massachusetts államban) élnek. Ebben a városban 2015 májusában a feleségével közösen An Unlikely Story néven könyvesboltot nyitottak.

## Művei
- Az Egy ropi naplója sorozat kötetei

| Sorszám | Cím (magyarul) | Cím (angolul)                                | A megjelenés éve |
| ------- | --- | -------------------------------------------- | ---------------- |
| 1.      | Egy ropi naplója. Greg Heffley feljegyzései. KépSregény; fordította: Szabados Tamás; Könyvmolyképző, Szeged, 2008                      | Diary of a Wimpy Kid                         | 2007             |
| 2.      | Egy ropi naplója. Rodrick a király; fordította: Szabados Tamás; Könyvmolyképző, Szeged, 2009                                           | Diary of a Wimpy Kid 2.: Rodrick Rules       | 2008             |
| 0/5.    | Egy ropi csináld magad naplója; fordította: Gyurkovics Máté; Könyvmolyképző, Szeged, 2015                                              | The Wimpy Kid Do-It-Yourself Book            | 2008             |
| 3.      | Egy ropi naplója. Az utolsó szalmaszál; fordította: Rindó Klára, Szabados Tamás; Könyvmolyképző, Szeged, 2010                          | Diary of a Wimpy Kid 3.: The Last Straw      | 2009             |
| 4.      | Egy ropi naplója. Kutya egy idő; fordította: Gyurkovics Máté; Könyvmolyképző, Szeged, 2011                                             | Diary of a Wimpy Kid 4.: Dog Days            | 2009             |
| 1/5.    | Egy ropi filmes naplója. Greg Heffley meghódítja Hollywoodot; fordította: Mihóczy Mercédesz; Könyvmolyképző, Szeged, 2016              | The Wimpy Kid Movie Diary                    | 2010             |
| 5.      | Egy ropi naplója. A rideg való; fordította: Gyurkovics Máté; Könyvmolyképző, Szeged, 2012                                              | Diary of a Wimpy Kid 5.: The Ugly Truth      | 2010             |
| 6.      | Egy ropi naplója. Négy fal között; fordította: Gyurkovics Máté; Könyvmolyképző, Szeged, 2013                                           | Diary of a Wimpy Kid 6.: Cabin Fever         | 2011             |
| 7.      | Egy ropi naplója. A harmadik kerék; fordította: Gyurkovics Máté; Könyvmolyképző, Szeged, 2014                                          | Diary of a Wimpy Kid 7.: The Third Wheel     | 2012             |
| 8.      | Egy ropi naplója. Pechszéria; fordította: Gyurkovics Máté; Könyvmolyképző, Szeged, 2014                                                | Diary of a Wimpy Kid 8.: Hard Luck           | 2013             |
| 9.      | Egy ropi naplója. A nagy kiruccanás; fordította: Gyurkovics Máté; Könyvmolyképző, Szeged, 2015                                         | Diary of a Wimpy Kid 9.: The Long Haul       | 2014             |
| 10.     | Egy ropi naplója. Régi szép idők; fordította: Gyurkovics Máté; Könyvmolyképző, Szeged, 2015                                            | Diary of a Wimpy Kid 10.: Old School         | 2015             |
| 11.     | Egy ropi naplója. Dupla para; fordította: Gyurkovics Máté; Könyvmolyképző, Szeged, 2016                                                | Diary of a Wimpy Kid 11.: Double Down        | 2016             |
| 2/5.    | Egy ropi filmes naplója. A következő fejezet. A nagy kiruccanás forgatása; fordította: Mihóczy Mercédesz; Könyvmolyképző, Szeged, 2018 | The Vimpy Kid Movie Diary – The Next Chapter | 2017             |
| 12.     | Egy ropi naplója. Lépjünk le!; fordította: Gyurkovics Máté; Könyvmolyképző, Szeged, 2017                                               | Diary of a Wimpy Kid 12.: The Getaway        | 2017             |
| 13.     | Egy ropi naplója. Hóháború; fordította: Gyurkovics Máté; Könyvmolyképző, Szeged, 2018                                                  | Diary of a Wimpy Kid 13.: The Meltdown       | 2018             |
| 14.     | Egy ropi naplója. Romhalmaz; fordította: Gyurkovics Máté; Könyvmolyképző, Szeged, 2019                                                 | Diary of a Wimpy Kid 14.: Wrecking Ball      | 2019             |
| 15.     | Egy ropi naplója. Mély víz; fordította: Gyurkovics Máté; Könyvmolyképző, Szeged, 2020                                                  | Diary of a Wimpy Kid 15.: The Deep End       | 2020             |
| 16.     | Egy ropi naplója -- A nagy dobás | Diary of a Wimpy Kid 16.: Big Shot           | 2021             |
| 17.     | Egy ropi naplója -- Kibörul a bili; fordította:Gyurkovics Máté;Könyvmolyképző, Szeged 2022                                             | Dairy of a Wimpy Kid 17.:Diper Övelöde       | 2022             |

## Egyéb
- Poptropica. A térkép titka; Jeff Kinney ötlete alapján írta Jack Chabert, ford. Lakatos István; Kolibri, Bp., 2016